# Gregors
Gregors är ett skär i Åland (Finland). Det ligger i Skärgårdshavet och i kommunen Geta i landskapet Åland, i den sydvästra delen av landet. Ön ligger omkring 34 kilometer norr om Mariehamn och omkring 290 kilometer väster om Helsingfors.
Öns area är 1 hektar och dess största längd är 140 meter i nord-sydlig riktning. I omgivningarna runt Gregors växer i huvudsak barrskog. Runt Gregors är det mycket glesbefolkat, med 6 invånare per kvadratkilometer.. Närmaste större samhälle är Finström, 16,5 km sydost om Gregors.